# Chínipas
Chínipas là một đô thị thuộc bang Chihuahua, México. Năm 2005, dân số của đô thị này là 7471 người.